# Pierwaja gruppa klassa A czempionata SSSR po futbołu (1964)
Rozgrywki radzieckiej pierwszej grupy klasy A w sezonie 1964 były dwudziestymi szóstymi w historii radzieckiej pierwszej ligi. W rozgrywkach wzięło udział siedemnaście drużyn, w tym dwie, które awansowały z drugiej ligi – Szynnik Jarosław i Wołga Gorki. Zgodnie z regułami mistrzostw, jeśli dwa zespoły zakończyły sezon z taką samą liczbą punktów, zwycięzca ligi został rozstrzygnięty przez dodatkowy mecz między nimi. Mecz pomiędzy Dinamo Tbilisi a Torpedo Moskwa odbył się w Taszkencie i zakończył się wynikiem 4:1 (po dogrywce). Mistrzowski tytuł po raz pierwszy wywalczyła drużyna Dinama Tbilisi. Królem strzelców ligi został Władimir Fiedotow z CSKA Moskwa, który zdobył 16 goli.

## Tabela
| Lp. | Drużyna                   | M  | Z  | R  | P  | Bramki | Bramki | Różn. | Pkt | Uwagi                                   |
| --- | ------------------------- | -- | -- | -- | -- | ------ | ------ | ----- | --- | --------------------------------------- |
| 1   | Dinamo Tbilisi (M)        | 32 | 18 | 10 | 4  | 48     | 30     | +18   | 46  |                                         |
| 2   | Torpedo Moskwa            | 32 | 19 | 8  | 5  | 52     | 19     | +33   | 46  |                                         |
| 3   | CSKA Moskwa               | 32 | 16 | 11 | 5  | 49     | 23     | +26   | 43  |                                         |
| 4   | SKA Rostów nad Donem      | 32 | 16 | 6  | 10 | 40     | 28     | +12   | 38  |                                         |
| 5   | Szachtar Donieck          | 32 | 13 | 11 | 8  | 35     | 26     | +9    | 37  |                                         |
| 6   | Dynamo Kijów              | 32 | 10 | 16 | 6  | 42     | 29     | +13   | 36  | Puchar Zdobywców Pucharów • 1/16 finału |
| 7   | Dinamo Moskwa             | 32 | 12 | 10 | 10 | 33     | 31     | +2    | 34  |                                         |
| 8   | Spartak Moskwa            | 32 | 12 | 8  | 12 | 34     | 32     | +2    | 32  |                                         |
| 9   | Dynama Mińsk              | 32 | 7  | 17 | 8  | 24     | 21     | +3    | 31  |                                         |
| 10  | Krylja Sowietow Kujbyszew | 32 | 7  | 14 | 11 | 24     | 35     | −11   | 28  |                                         |
| 11  | Zenit Leningrad           | 32 | 9  | 9  | 14 | 30     | 35     | −5    | 27  |                                         |
| 12  | Nieftianik Baku           | 32 | 8  | 11 | 13 | 25     | 30     | −5    | 27  |                                         |
| 13  | Torpedo Kutaisi           | 32 | 10 | 7  | 15 | 20     | 37     | −17   | 27  |                                         |
| 14  | Wołga Gorki               | 32 | 7  | 13 | 12 | 19     | 38     | −19   | 27  | Spadek do Wtoroj Gruppy                 |
| 15  | Kajrat Ałmaty             | 32 | 8  | 10 | 14 | 23     | 27     | −4    | 26  | Spadek do Wtoroj Gruppy                 |
| 16  | Szynnik Jarosław          | 32 | 6  | 9  | 17 | 20     | 48     | −28   | 21  | Spadek do Wtoroj Gruppy                 |
| 17  | Mołdowa Kiszyniów         | 32 | 6  | 6  | 20 | 15     | 44     | −29   | 18  | Spadek do Wtoroj Gruppy                 |

## Nagrody
| Mistrz ZSRR w sezonie 1964 |
| -------------------------- |
| ZSRR                       |
| Dinamo Tbilisi 1 tytuł     |